# Ján Rombauer
 Ján Rombauer  (* 28. května 1782, Levoča - † 12. února 1849, Prešov) byl malíř-portrétista německého původu, který působil v Petrohradě a později v Prešově.

## Životopis
Jeho otcem byl David Rombauer (1742–1806), levočský řemeslník, a matkou Anna Marie Groszová (cca 1755–1836 ). Pocházel z devíti dětí a jako etnický Němec byl evangelického vyznání. Jeho manželkou byla od roku 1818 Amálie Baumannová (cca 1795–1843), rodačka z Petrohradu. Měli spolu jen jednu dceru, Annu Reginu Matildu Rombauerovou (1829–1848).
Rombauer působil od počátku 19. století jako malíř v Levoči, přičemž se hned zaměřoval na portrétní tvorbu (z roku 1802 jsou známé dvě jeho miniatury). V roce 1805 se pravděpodobně v Bardějovských Kúpelech seznámil s polským aristokratem (byl v ruských službách) hrabětem Jozefem Augustem Ilińskim (1766–1844), který ho pozval na své panství v Romanově (nazývané také Roma Nuova; dnes Romaniv na Ukrajině). Již v roce 1806 začal žít a působit v Petrohradě, kde zůstal až do roku 1824. V Petrohradě se i oženil. Nakonec od roku 1825 až do své smrti žil a tvořil v Prešově. Jelikož nemáme záznam o vlastnictví nemovitosti ve městě, je velmi pravděpodobné, že žil v domě svého bratra Samuela Rombauera (nar. 1798). Jeho další bratr Matej Rombauer (1776–1840) byl prešovským zlatníkem.
Rombauer vytvořil mnoho portrétů příslušníků nejvyšší ruské, ale i uherské (zejména spišské a šarišské) šlechty, případně měšťanů z města Prešov. Kromě portrétů, které se vyznačují značným realismem, vytvořil i několik náboženských děl (pro kostely na východním Slovensku). Biografie z roku 2010 eviduje 248 jeho děl, z nichž jsou však některé nenávratně ztraceny. Mnoho jeho děl se v současnosti nachází ve sbírkách Ermitáže, Státního ruského muzea v Petrohradě, Treťjakovské galerie v Moskvě, Šarišské galerie v Prešově a Slovenské národní galerie.
Rombauer byl členem Královské akademie umění v Petrohradě.

## Některé významnější portréty
- Portrét chlapce s mýdlovými bublinami (hrabě Emanuel Csáky ???; 1803; Spišské muzeum, zámek Markušovce)
- Portrét hraběte Xavera Branického (1818; Státní ruské muzeum, Petrohrad)
- Portrét hraběte D. A. Gurjeva (1818; Treťjakovská galerie, Moskva)
- Portrét Ignáce Aurelia Fesslera (1756–1839) (1821; Maďarská akademie věd, Budapešť)
- Portrét muže s knírkem a portrét mladé ženy (1826; SNG Bratislava)
- Pohled na Prešov (1830, Šarišská galerie Prešov)

## Galerie

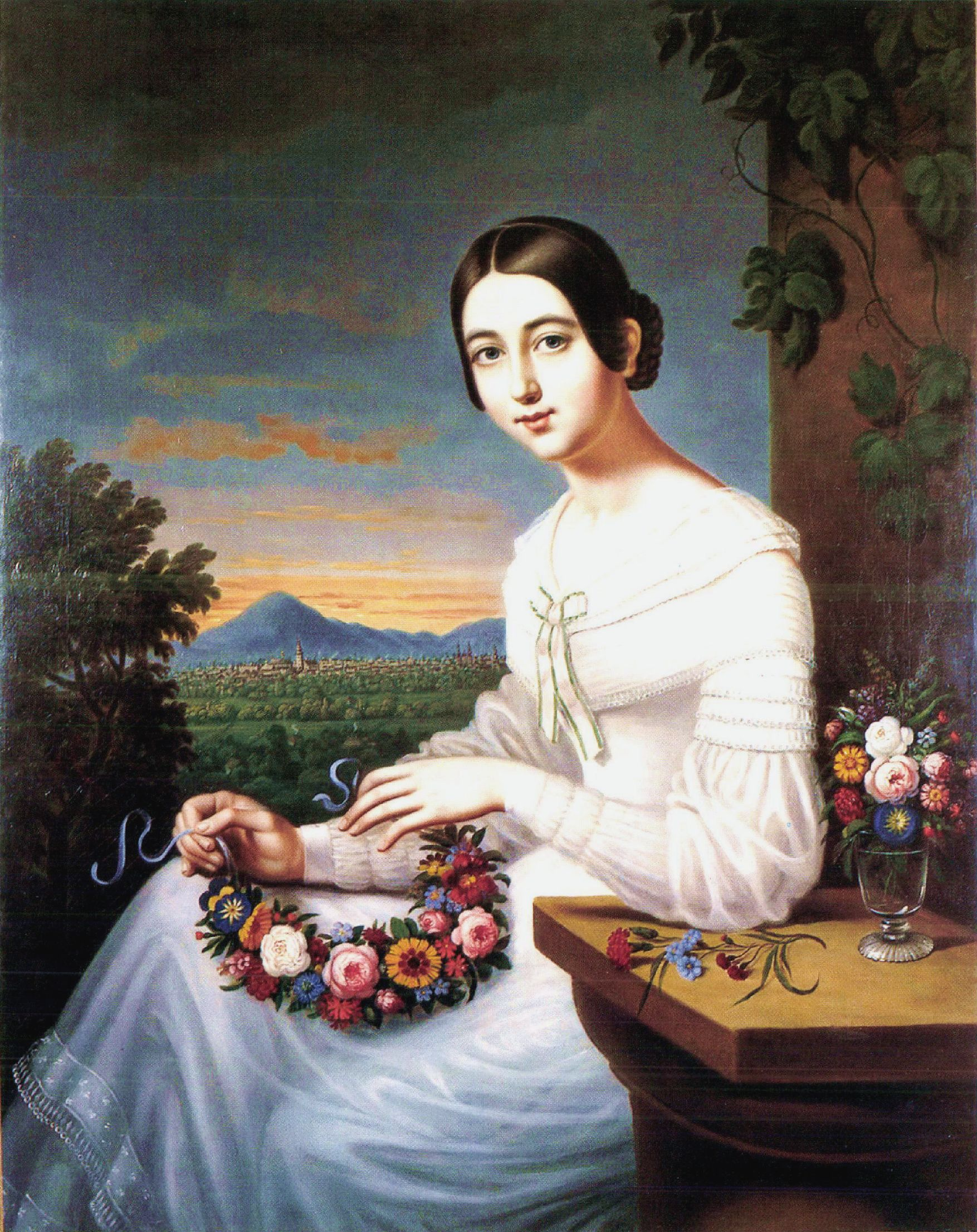
Flóra
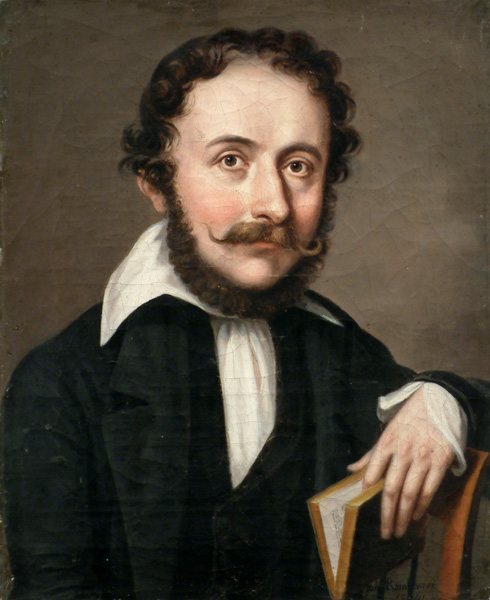
Portrét Józsefa Benczura
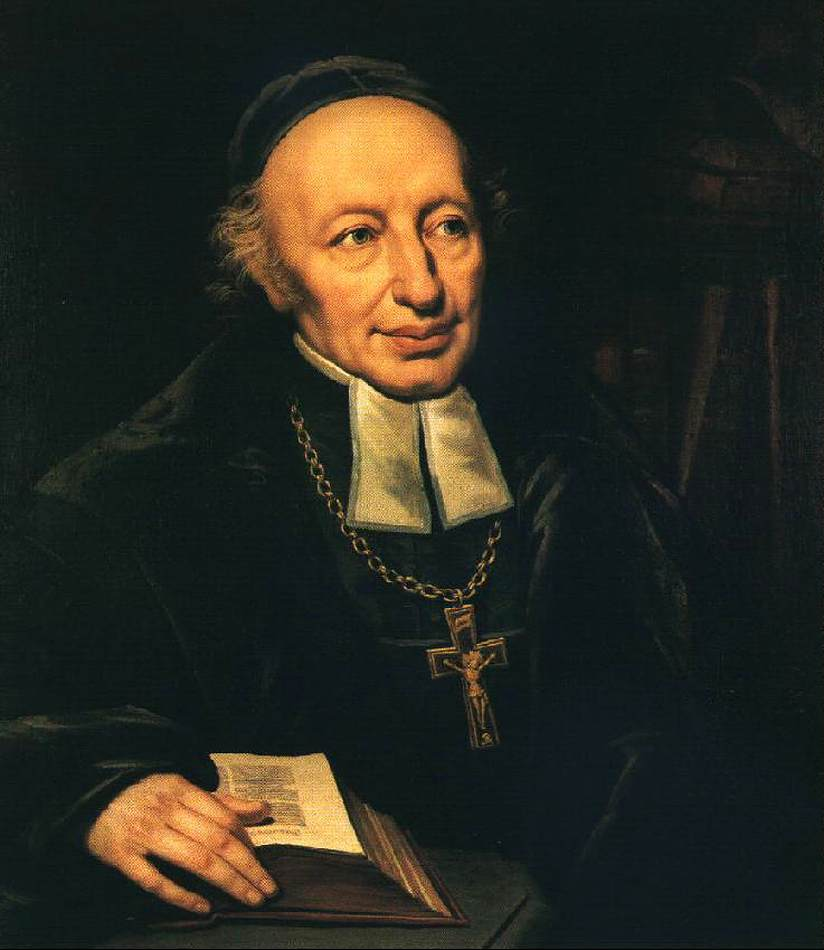
Portrét Ignáce Aurelia Fesslera